# Hafen-Kooperation Offshore-Häfen Nordsee SH

Offshore-Windparks in der Deutschen Bucht

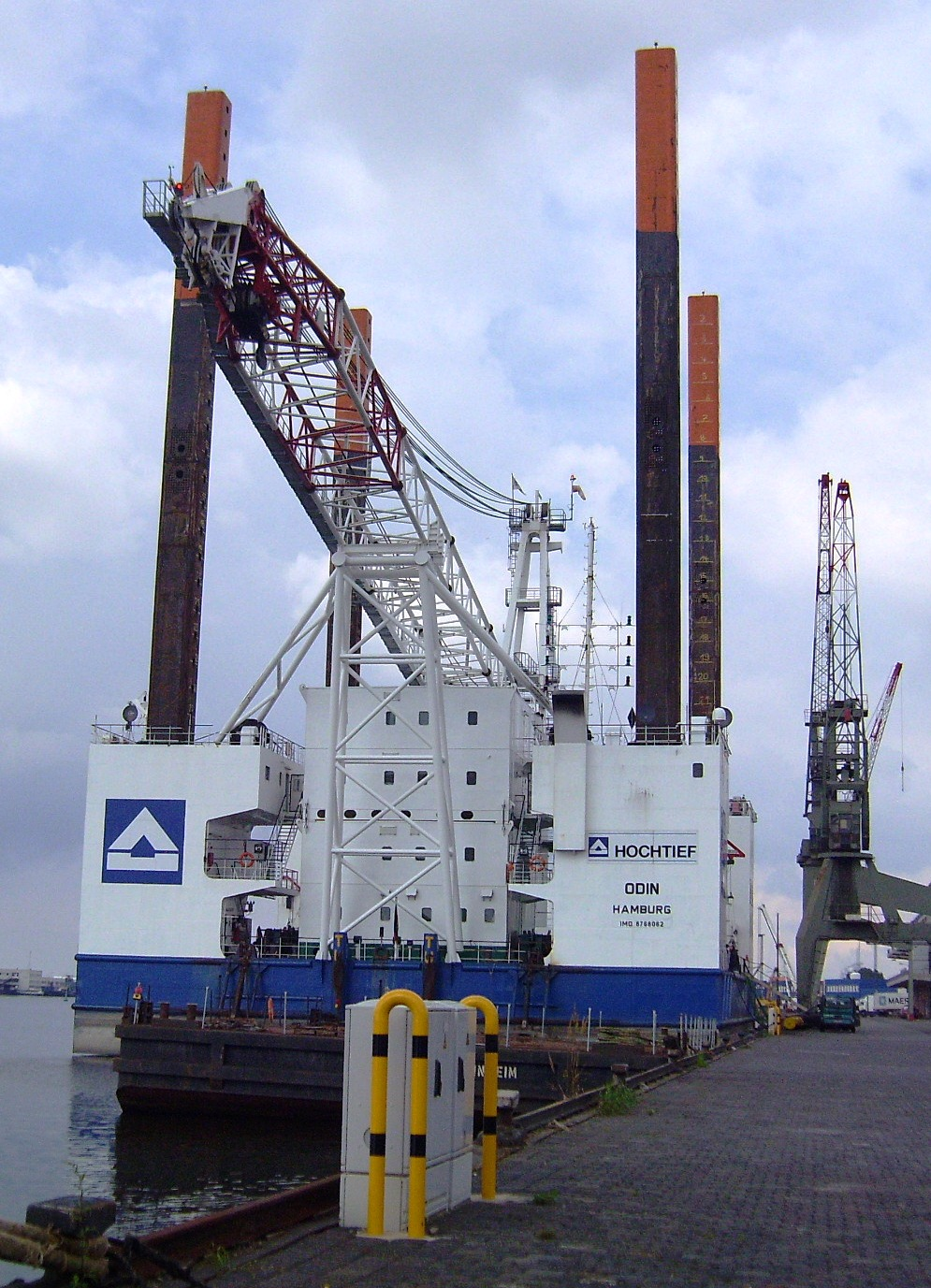
Odin, ein Errichterschiff von Hochtief

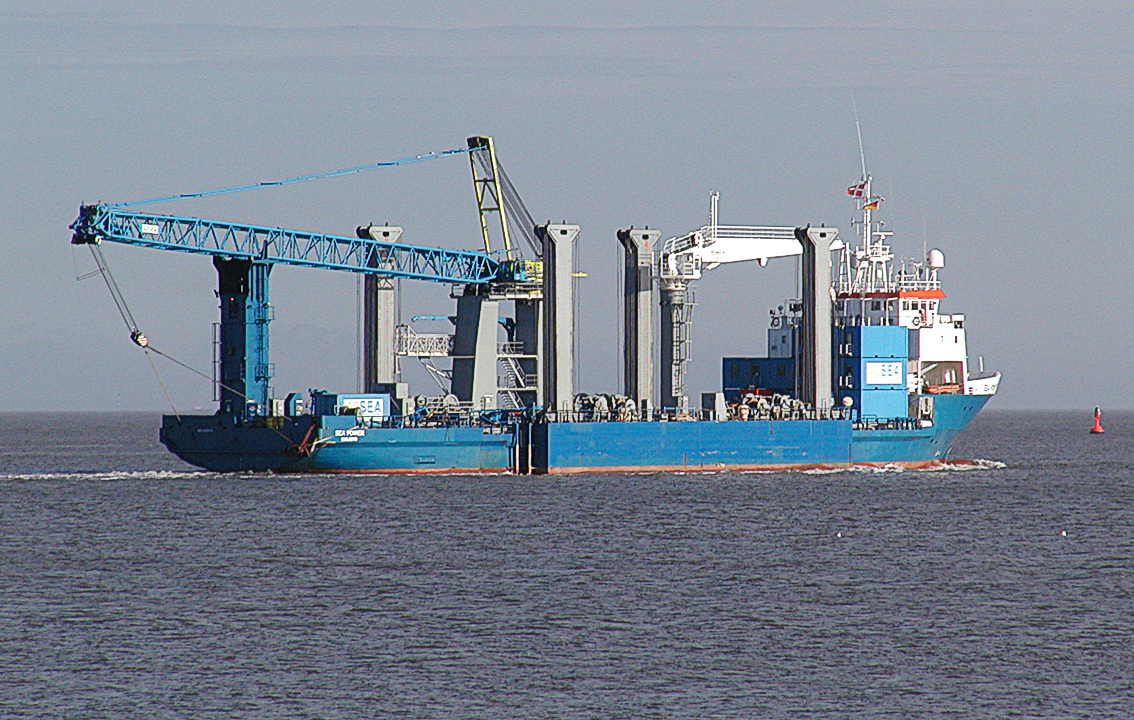
Das Errichterschiff Sea Power

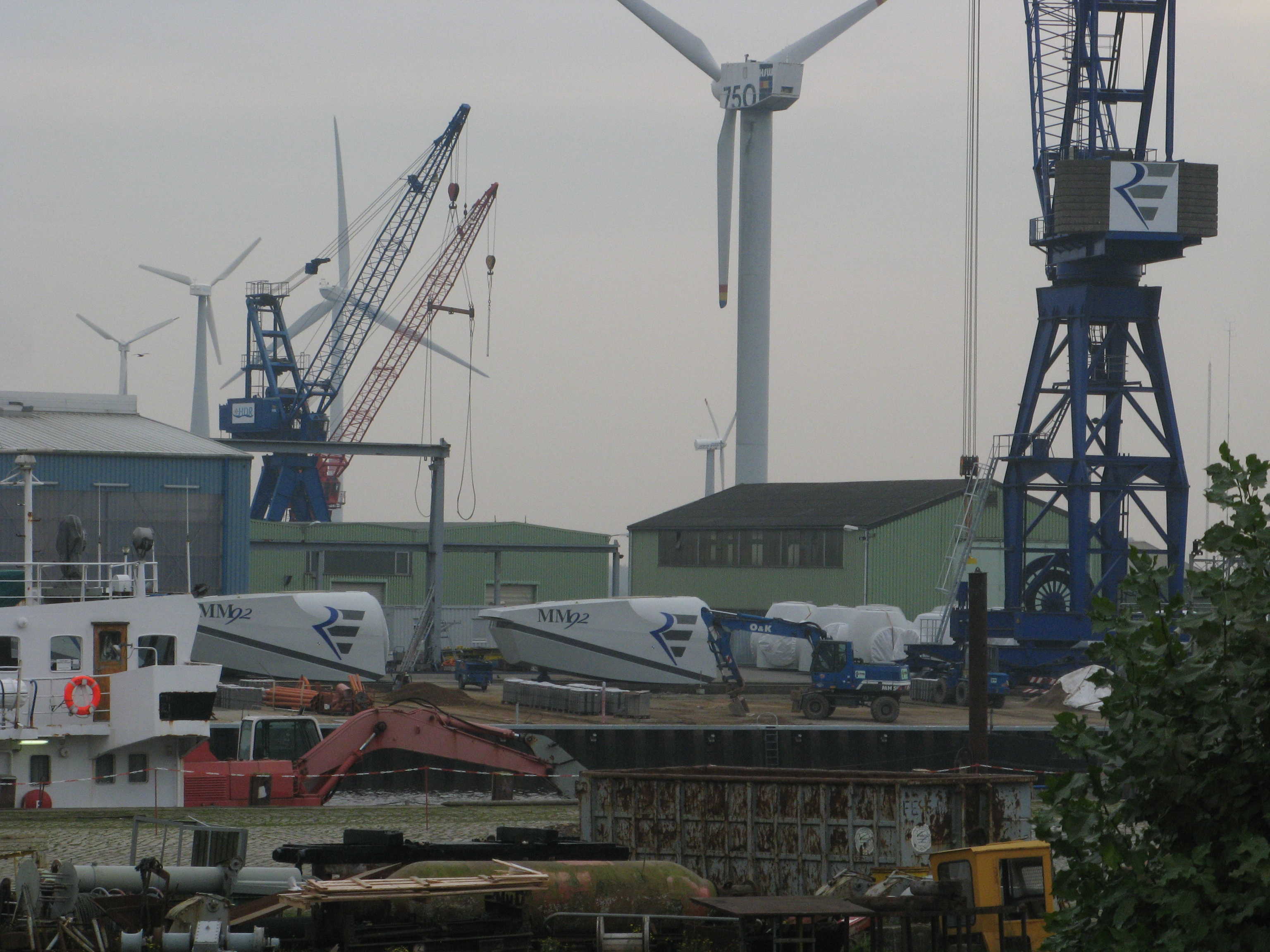
Hafen von Husum

Die Hafen-Kooperation Offshore-Häfen Nordsee SH war eine 2010 von neun schleswig-holsteinischen Häfen vereinbarte Kooperation, um die Windkraftanlagen im der Küste vorgelagerten Bereich der Nordsee und damit den Ausbau der Erneuerbaren Energien im Zuge der Energiewende zu unterstützen.

## Die Kooperation
Die Hafenstandorte an der Schleswig-Holsteinischen Nordseeküste Büsum, Brunsbüttel, Dagebüll, Helgoland, Husum, Rendsburg-Osterrönfeld, Wyk auf Föhr sowie die Sylter Häfen Hörnum und List auf Sylt haben Mitte 2010 eine enge Zusammenarbeit mit dem Schwerpunkt „Offshore-Windpark-Logistik“ vereinbart. Mit dieser Kooperation werden die angeblichen Potentiale des Bundeslandes Schleswig-Holstein mit seinen Hafenstandorten für die Windparks in der Nordsee gebündelt. Unterstützt wird die Initiative von den Stadt- und Kreisverwaltungen, Wirtschaftsunternehmen, Wirtschaftsförderungen, IHK zu Flensburg und zu Kiel, Windenergieanlagen-Herstellern, der Netzwerkagentur windcomm schleswig-holstein e.v. und dem Maritimen Cluster (Geschäftsstelle Norddeutschland).
Die Kooperation dient der Vernetzung der Hafenstandorte mit dem Schwerpunkt „Produktions-, Logistik- und Serivehäfen für Offshore-Windparks“.
Durch die Zusammenarbeit soll den Kunden und Vertretern der Branche sowie öffentlichen Vertretern das Potential der Nordseehäfen in Schleswig-Holstein aufgezeigt werden.

## Funktionen der Häfen in der Offshore-Logistik
Eine fein abgestimmte logistische Kette ist erforderlich, um die Installation, den Betrieb und die Wartung der Offshore-Windparks durchzuführen. Als wichtiges Glied müssen sich auch die Seehäfen auf die zukünftigen Aufgaben einstellen und verschiedene Funktionen erfüllen:

### Hafen für Assembling und Großkomponentenfertigung (Basis-/Installationshafen)
Schwerlastfähige Hafenanlage mit ausreichender Wassertiefe und mit genügend Freifläche zur Pufferung und Vorinstallation der WEA-Komponenten ist erforderlich. Von diesem Standort wird der Aufbau und die Installation von Offshore-Windparks durchgeführt.
Derzeit erfüllen die Hafenstandorte Brunsbüttel und Rendsburg-Osterrönfeld diese Voraussetzungen.

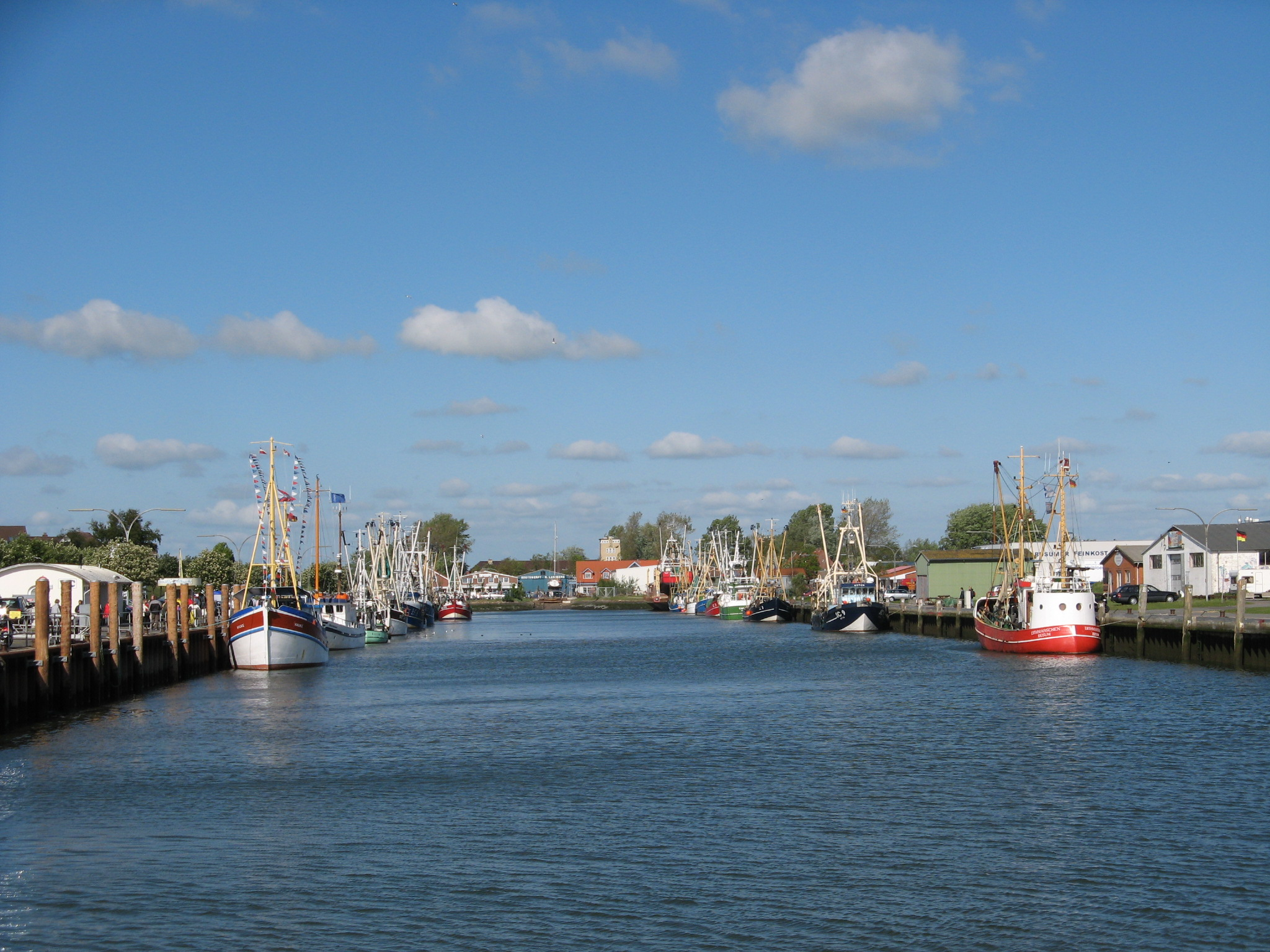
Hafen von Büsum

### Reaktionshafen (Servicehafen)
Die Reaktionshäfen zeichnen sich durch eine geringe Entfernung zu den Windparks aus und sind Ausgangspunkt für spontane und kurzfristige Reparaturen. An den Reaktionshäfen werden Betriebsmittel, Werkzeuge und kleinere Komponenten vorgehalten. Außerdem bestehen Möglichkeiten der Lagerung und Verschiffung von großen Offshore-Komponenten (z. B. Rotorblätter, „Gondeln“). Beispielsweise dient der Hafen Norddeich als Reaktionspunkt für das Testfeld alpha-ventus.
Im Rahmen der Kooperation übernehmen die Hafenstandorte Büsum, Dagebüll, Husum und Brunsbüttel diese Funktion.

### Versorgungshafen (Servicehafen)
Versorgungshäfen dienen der Versorgung der Reaktionspunkte und teilweise auch der Windparks selbst (wenn Entfernung und Seebedingungen dieses zulassen). Es handelt sich dabei im Wesentlichen um regelmäßige und geplante Transporte. Zumeist werden als Versorgungsstandorte Häfen an der Festlandküste in Frage kommen. An den Versorgungshäfen werden ausreichend Betriebsmittel, Werkzeuge, kleinere und mittelgroßer Komponenten gelagert. Außerdem bestehen Möglichkeiten der Lagerung und Verschiffung von großen Offshore-Komponenten (z. B. Rotorblätter, Gondeln). Zusätzlich sind Kapazitäten für Personen-, Büro- und Sozialräume notwendig.
Die Hafenstandorte Helgoland, Hörnum, List und Wyk auf Föhr erfüllen diese Voraussetzungen.

## Positionierung der Nordseehäfen in Schleswig-Holstein
In dem wertschöpfungsintensiven Feld von Offshore-Assembling und Fertigung größerer Komponenten, wie Fundamente und Türme, bestehen noch Möglichkeiten für die Ansiedlung entsprechender Unternehmen. Im schleswig-holsteinischen Nordseebereich bietet sich hierfür der Standort Brunsbüttel in besonderem Maße an, da er die vorgenannten Anforderungskriterien weitestgehend erfüllen kann.
Ergänzend dazu steht das Angebot des Hafens Rendsburg-Osterrönfeld zur Verfügung. Dieser Standort eignet sich beispielsweise für die Produktion von Turmsegmenten für Offshore- aber auch Onshore-Windkraftanlagen.
Chancen für wesentliche und langfristige Beschäftigungseffekte durch Betreiber von Offshore-Windparks und Hersteller von Anlagen bestehen für Schleswig-Holstein zudem im Service- und Wartungsbereich für die Offshore-Windparks. In diesem Zusammenhang sind die an der Nordseeküste gelegenen kleinen und mittleren Häfen von besonderer Bedeutung. Sie eignen sich mit ihren Möglichkeiten für die Funktionen Reaktions- und/oder Versorgungshafen der Offshore-Windparks. Eine herausragende Stellung nimmt dabei die Insel Helgoland ein, insbesondere als Reaktionspunkt für die nahe gelegenen Offshore-Windparks. Aber auch die übrigen Häfen, wie Husum, Büsum und Dagebüll als Versorgungshäfen sowie Hörnum, List und Wyk auf den nordfriesischen Inseln als Reaktionshäfen sind aufgrund ihres Potenzials von Bedeutung.

## Vernetzung der Hafenstandorte
Nachfolgend werden drei Beispiele erläutert, wie die Hafenstandorte untereinander vernetzt werden können und welche Aufgabe dabei die Hafenstandorte übernehmen. Diese aber auch andere Vernetzungsszenarien sind möglich. Inwiefern die Häfen letztendlich zusammenwirken ist von den jeweiligen Kundenanforderungen abhängig.

### Brunsbüttel / Büsum / Husum / Helgoland
Die Vernetzung der Hafenstandorte Brunsbüttel, Büsum, Husum und Helgoland ist eine Möglichkeit für die Installation, sowie dauerhafte Versorgung und Wartung der Offshore-Windparks im „Helgoland-Cluster“. Zur Installation sind schwerlastfähige Tiefwasserhäfen mit hafennahen Puffer- und Installationsflächen nötig. In Brunsbüttel sind die Möglichkeiten dafür geschaffen. Auch können hier Jack-up-Plattformen aufjacken. Von Brunsbüttel aus sind die Offshore-Windparks direkt und schnell zu erreichen.
Die Häfen Brunsbüttel, Büsum und Husum können darüber hinaus als Versorgungshafen für den Reaktionspunkt Helgoland genutzt werden. Büsum kann dabei auf eine RoRo-Rampe zurückgreifen, wodurch auch Fahrzeuge und Arbeitsgeräte verschifft werden können. Helgoland bietet mit seiner strategisch günstigen Lage kurze Anfahrtswege zu den Offshore-Windparks um als Reaktionspunkt zu fungieren. Da Helgoland ein Inselstandort ist, sind flexible Versorgungshäfen nötig. Mit Brunsbüttel, Büsum und Husum sind drei schnell zu erreichende Versorgungshäfen an der Küste Schleswig-Holsteins gelegen.

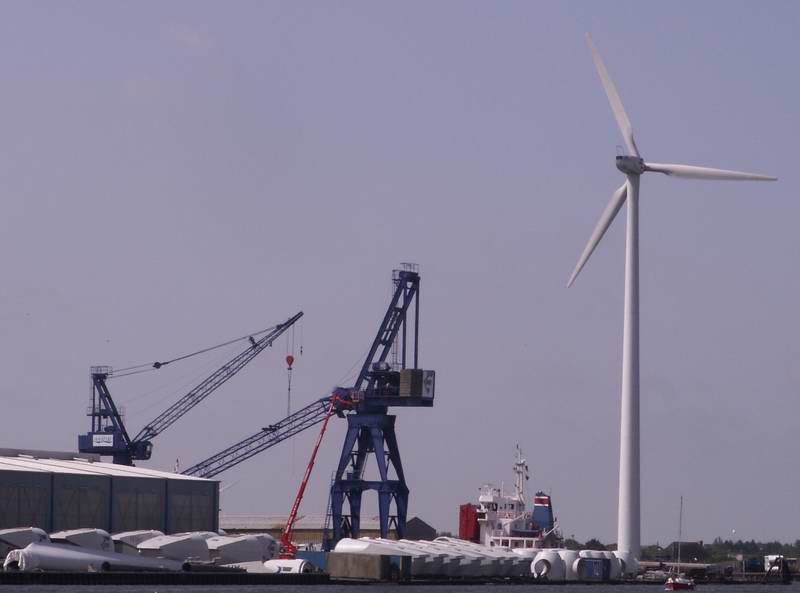
Hafen Husum, Teilefertigung für Windkraftanlagen der Firma REpower Systems AG

### Dagebüll / Husum / Hörnum / List
Die Vernetzung der Häfen Dagebüll, Husum, Hörnum und List bietet optimale Voraussetzungen zur dauerhaften Versorgung und Wartung der Offshore-Windparks im „Sylt-Cluster“. Die Häfen Dagebüll und Husum fungieren hierbei als Versorgungshafen für die Reaktionshäfen Hörnum und List. Regelmäßige Verschiffungen von Ersatzteilen, Personal und Werkzeugen von Dagebüll und Husum zu den Reaktionshäfen sollen eine konstante und ausreichende Versorgung gewähren. Durch die zur Küste vorgelagerte Position der Häfen Hörnum und List können kurze Anfahrtswege zu den Offshore-Windparks zur Versorgung und Wartung geboten werden.

### Brunsbüttel / Rendsburg-Osterrönfeld
Mit den Häfen Brunsbüttel und Rendsburg-Osterrönfeld sind gleich zwei schwerlastfähige Hafenstandorte innerhalb der Kooperation verfügbar. Über den Rendsburg Port können die Komponenten der Windkraftanlagen schon weit im Landesinneren auf den Verkehrsträger Schiff verladen werden. Weite Anfahrtswege über Land zu einem Seehafen entfallen. Zusätzlich sind am Hafen Rendsburg-Osterrönfeld ca. 80 ha frei verfügbare Gewerbefläche vorhanden. In Verbindung mit dem Schwerlasthafen bieten sich dort gute Voraussetzungen um einen Produktionsstandort für Windkraftanlagen zu errichten. Durch eine eingerichtete Shuttleverbindung über den Nord-Ostsee-Kanal bis nach Brunsbüttel könnten die Komponenten dort gesammelt und auf ein Errichterschiff verladen werden. Der Standort Brunsbüttel nimmt dadurch eine Hubfunktion ein.